# Gohia clarki
Gohia clarki là một loài nhện trong họ Toxopidae.
Loài này thuộc chi Gohia. Gohia clarki được miêu tả năm 1964 bởi Raymond Robert Forster.